# Vladimír Kryštovský
Vladimír Kryštovský (14. května 1909, Přerov – 18. února 1986, Přerov) byl český katolický kněz, teolog, profesor katechetiky, liturgiky, patrologie a pedagogiky.

## Život
Maturitní zkoušku složil na reálném gymnáziu v Přerově v roce 1928. Poté nastoupil na studium ke kněžství na Cyrilometodějskou bohosloveckou fakultu v Olomouci, kterou dokončil v roce 1933. Na kněze byl vysvěcen 2. dubna 1933 v Olomouci. Dále začal působit v pastoraci. Stal se středoškolským profesorem.
Do 31. prosince 1950 vyučoval náboženství v Lipníku nad Bečvou a po zrušení výuky náboženství na středních školách kooperátor v Lipníku. Od 15. listopadu 1954 byl duchovním správcem v Beňově, avšak bydlel v Horní Moštěnici a dojížděl do farnosti Beňov až do roku 31. srpna 1956, kdy byl ustanoven provisorem v Bělotíně. Dne 30. března 1950 získal na Cyrilometodějské teologické fakultě v Olomouci doktorát teologie. Poté opět působil v pastoraci. Od 31. května 1957, kdy byl zatčen, uvězněn a byl mu byl odňat státní souhlas k výkonu duchovenské činnosti, byl postaven mimo službu. Tento stav trval až do 1. září 1959, kdy byl poslán jako administrátor do Dlouhé Loučky. 7. října 1968 byl jmenován na Římskokatolické Cyrilometodějské bohoslovecké fakultě v Praze se sídlem v Litoměřicích, pobočce v Olomouci odborným asistentem pro obor pedagogika a katechetika, s účinností od 1. října 1968. Jako předseda nově ustanovené olomoucké Arcidiecézní školní rady uspořádal v listopadu 1968 doškolovací kurzy pro laické katechety a vydal text pro katechezi školních dětí. Roku 1969 byl jmenován arcibiskupským radou.
Od února do června 1969 byl na CMBF pověřen lektorskými přednáškami z liturgiky a patrologie. V letech 1968–1974 učil pedagogiku a katechetiku, v letech 1969–1972 patrologii, v letech 1971–1973 hodegetiku (duchovní doprovázení) a v letech 1969–1974 volitelný předmět asketika. Jeho působení na CMBF bylo ukončeno dne 31. srpna 1974 a k 1. září 1974 byl poslán do důchodu. Zároveň byl knihovníkem arcibiskupské knihovny v Olomouci od roku 1970 do smrti.
Jako důchodce přišel do Přerova k příbuzným. V Přerově pak vypomáhal v duchovní správě až do svém smrti. Zemřel 18. února 1986 v přerovské nemocnici.